# Dashtāb
Dashtāb (persiska: دشتاب) är en ort i Iran.   Den ligger i provinsen Khorasan, i den nordöstra delen av landet, 800 km öster om huvudstaden Teheran. Dashtāb ligger 1 318 meter över havet och antalet invånare är 183.
Terrängen runt Dashtāb är varierad.Runt Dashtāb är det ganska glesbefolkat, med 30 invånare per kvadratkilometer. Närmaste större samhälle är Kāfch, 1,9 km väster om Dashtāb. Omgivningarna runt Dashtāb är i huvudsak ett öppet busklandskap.